# La Valeur de la vie
La Valeur de la vie est un roman de science-fiction allemand, écrit par Clark Darlton du Club allemand de science-fiction et Karl-Herbert Scheer, puis traduit en français et paru aux éditions Fleuve noir dans la collection Fleuve Noir Anticipation en 1985 (numéro 1395).

## Résumé
Avril 2326, Hendrick Vouner, spécialiste en métallurgie à haute énergie, est passager de l’Olira un vaisseau cargo à destination de Sphinx, principale planète des Arkonides où celui-ci veut prendre un nouveau départ. Dans une des cabines voisines à la sienne Oliver Buchanan, une espèce de vieux fou, est à la recherche de l’un des vingt-cinq activateurs cellulaires dispersés dans la Galaxie par l’étrange créature spirituelle de Délos. Ces activateurs offrent à toute personne qui en possède un la vie éternelle, mais Perry Rhodan, le stellarque qui possède déjà un activateur, offre la somme de dix millions de solars à toute personne lui en apportant un. Buchanan projette de saboter le vaisseau à proximité d’un système stellaire où il pense trouver un de ces activateurs, et demande l’aide de Vouner pour cela. Vouner refus alors le vieil homme le menace avec un pistoler radiant et tente de lui faire avaler un poison pour le contraindre en échange du contre-poison. Vouner parvient à échapper à la menace et informe le commandant du projet du vieil homme. Celui-ci finit par recruter une autre passagère pour cette mission, madame Grey. Ils pénètrent dans le poste de pilotage et procèdent en effet à un sabotage, immobilisant l’Olira, et tentant de provoquer une mutinerie de la part de l’équipage. Les saboteurs sont enfermés dans leur cabine et la radio capte le signal correspondant à un activateur à proximité du système Vélandre, dont la deuxième planète est située dans la zone habitable. Le vaisseau est endommagé et nécessite du secours, mais il peut au préalable atteindre le système Vélandre situé à seulement trois années-lumière. Le commandant Fredman déclare à Vouner que lorsque l’activateur cellulaire sera en sa possession, il le remettra à Rhodan et partagera les dix millions de solars avec les passagers et l’équipage, à l’exception des deux saboteurs. En arrivant près de Vélandre II, les passagers sont pris d’une frénésie les conduisant à s’entre-tuer à l’idée de mettre la main sur un activateur. Vouner, fuyant la folie meurtrière des autres se retrouve coincé dans la cale, parmi d’énormes tas de sacs de marchandises. C’est probablement ce qui lui sauve la vie lorsque l’Olira s’écrase sur Vélandre II à proximité de l’activateur cellulaire. Le signal a cependant également été capté par un vaisseau Arra, le Kotark, avec à son bord des Médecins. Ils arrivent quelque temps après le crash de l’Olira, et après que Vouner a pris possession de l’activateur, non sans quelques soucis provoqués par la jungle marécageuse de la planète. Lorsqu’il a mis l’activateur autour de son cou, l’objet a cessé d’émettre un signal, ce qui permet à l’équipage du Kotark que l’activateur a été trouvé. Ils lancent quelques équipes de recherche sur sa piste, mais le commandant, Hefner-Seton reste à bord avec le radio Sorgun et Fertrik. Vouner échappe à une embuscade d’une des équipes de recherche et parvient à pénétrer dans le vaisseau, forçant le restant de l’équipage à décoller et à rejoindre la Terre. Mais les Arras ont conduit le terrien sur leur propre planète Arralon, dans le système Kesnar, qui fait partie de l’Empire. Comprenant le piège des Arras, Vouner parvient à leur échapper et se réfugie dans la cave d’une boutique miteuse près des pistes d’atterrissage de Forungs, chez le vieux Darfass, trafiquant de Pounes, une espèce en voie de disparition. Hefner-Seton et Sorgun, les deux Arras encore vivant du vaisseau décident également de s’éclipser pour éviter de propager la nouvelle de la présence d’un activateur cellulaire sur la planète, et ainsi perdre toute chance de s’en emparer et de le garder pour soi. Vouner reçoit l’aide, très probablement intéressée de Darfass pour le mener, à pied jusqu’à Pasch, d’où il pourra rejoindre la base impériale de Doun. Après plusieurs tentatives déjouées de Darfass de s’emparer de l’activateur, ils parviennent sur la côte, chez Kler-Basaan, un loueur de bateaux qui devrait leur permettre de traverser la mer les séparant de Doun, mais Hefner-Seton est déjà là à les attendre. Kler-Bassan aide allemandeVouner à neutraliser Darfass et Hefner-Seton, et à les enfermer sur le bateau. Il part en ville chercher de quoi préparer le voyage tandis que Vouner s’arme d’un fusil radiant dans une cache du contrebandier Darfass. Alors que Kler-Bassan revient, un glisseur arrive sur la plage et déverse ses soldats commandés par Uwasan le chef des services secrets Arras. Il interroge Kler-Bassan et ses deux prisonniers pour trouver des informations concernant Vouner qui est introuvable. Celui-ci est déjà dans le centre de Pasch à la recherche d’un terrien qui pourrait l’aider. Il rencontre Legarth, qui s’occupe de fret entre Pasch et Doun. Lorsque celui-ci découvre que Vouner est en possession d’un activateur, il lui tend un piège, que Vouner déjoue. Il s’embarque clandestinement dans une caisse à destination de Doun, alors que Legarth attend une caisse vide dans sa maison de campagne. Uwasan suit cette fausse piste également puis retrouve celle de Vouner. Mais celui-ci a déjà été envoyé à Doun par le transmetteur, et est réceptionné par le destinataire de la caisse, le général O’Day. Après avoir entendu le récit de Vouner, il contacte Rhodan qui prend la route immédiatement pour Arralon. Il parvient Vouner de lui remettre l’activateur cellulaire en lui expliquant à qui il est destiné : l’une des personnes importantes pour l’avenir de l’humanité. Vouner refuse la somme que lui propose Rhodan, voulant le céder gratuitement, mais ce dernier insiste. Vouner retrouve ainsi la paix, débarrassé de ses poursuivants. De plus, il se retrouve enrichi de dix millions de solars.